# إيرل روبرتسون
إيرل روبرتسون هو لاعب هوكي الجليد كندي، ولد في 24 نوفمبر 1910 في Bengough, Saskatchewan ‏ في كندا، وتوفي في 19 يناير 1979.

## وصلات خارجية
- إيرل روبرتسون على موقع دوري الهوكي الوطني (الإنجليزية)
- إيرل روبرتسون على موقع قاعة مشاهير الهوكي (لاعب أن.إتش.أل) (الإنجليزية)
- إيرل روبرتسون على موقع EliteProspects.com (الإنجليزية)
- إيرل روبرتسون على موقع HockeyDB.com (الإنجليزية)
- إيرل روبرتسون على موقع Hockey-Reference.com (الإنجليزية)